# Małgorzata Szewczuk
Małgorzata Anna Szewczuk – polska zootechnik, doktor habilitowany nauk rolniczych.

## Życiorys
W 1999 r. ukończyła studia zootechniczne w Akademii Rolniczej w Szczecinie, w 2005 r. obroniła pracę doktorską, 2017 r.  otrzymała stopień doktora habilitowanego. Pracuje w Zachodniopomorskim Uniwersytecie Technologicznym w Szczecinie.